# Juegos de la Mancomunidad de 1986
Los XIII Juegos de la Mancomunidad se celebraron en Edimburgo (Escocia, Reino Unido), del 24 de julio al 12 de agosto de 1986, bajo la denominación Edimburgo 1986.

Participaron un total de 1660 deportistas representantes de 27 países miembros de la Mancomunidad de Naciones. El total de competiciones fue de 165, repartidas en 10 deportes.
Estos juegos están marcados por el hecho de que 32 de los países elegibles para estar en los juegos (principalmente africanos, asiáticos y caribeños) boicotearon los juegos debido a que el gobierno británico quería mantener los vínculos deportivos con Sudáfrica, negándose a cumplir con el Acuerdo de Gleneagles y, por ende, no apoyando el boicot deportivo internacional contra la Sudáfrica del apartheid.

## Medallero
| Núm. | País              | Oro | Plata | Bronce | Total |
| ---- | ----------------- | --- | ----- | ------ | ----- |
| 1    | Inglaterra        | 52  | 43    | 49     | 144   |
| 2    | Canadá            | 51  | 35    | 31     | 117   |
| 3    | Australia         | 40  | 46    | 35     | 121   |
| 4    | Nueva Zelanda     | 8   | 16    | 14     | 38    |
| 5    | Gales             | 6   | 5     | 12     | 23    |
| 6    | Escocia           | 3   | 12    | 18     | 33    |
| 7    | Irlanda del Norte | 2   | 4     | 9      | 15    |
| 8    | Isla de Man       | 1   | 0     | 0      | 1     |
| 9    | Guernsey          | 0   | 2     | 0      | 2     |
| 10   | Hong Kong         | 0   | 0     | 3      | 3     |
| 11   | Suazilandia       | 0   | 1     | 0      | 1     |
| 12   | Malaui            | 0   | 0     | 2      | 2     |
| 13   | Botsuana          | 0   | 0     | 1      | 1     |
| 13   | Jersey            | 0   | 0     | 1      | 1     |
| 13   | Singapur          | 0   | 0     | 1      | 1     |
|      | TOTAL             | 163 | 164   | 176    | 503   |

| Predecesor: Brisbane 1982 | XIII Juegos de la Mancomunidad 1986 | Sucesor: Auckland 1990 |